# Hamlet (personnage)
Cet article concerne le personnage. Pour la pièce de théâtre, voir Hamlet.

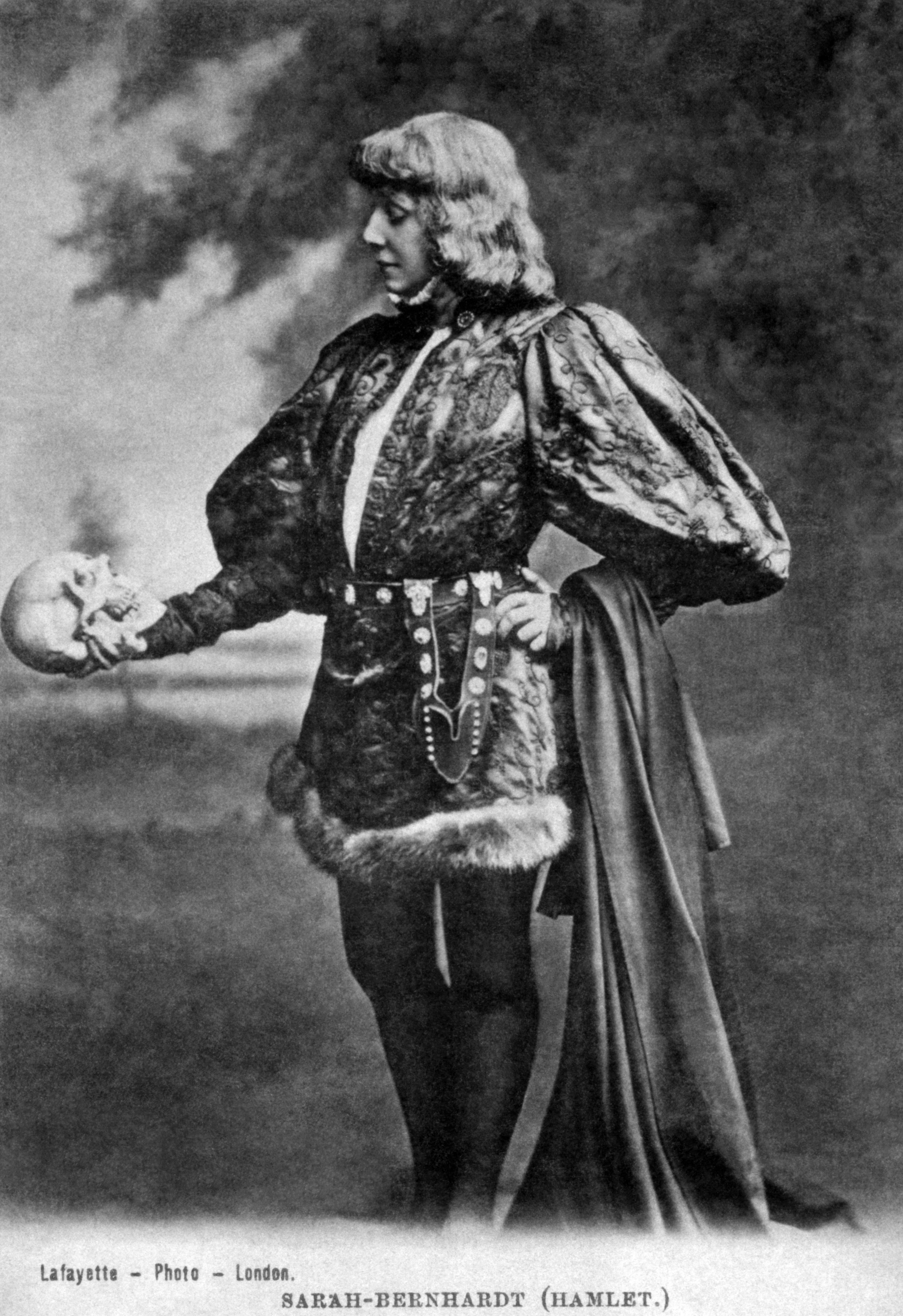
Sarah Bernhardt en Hamlet, 1880-1885.

Hamlet est un protagoniste et le rôle-titre de la tragédie de William Shakespeare Hamlet. Il est Prince de Danemark, neveu de Claudius et fils du Roi Hamlet (en) précédent roi de Danemark.
Au début de la pièce, Hamlet lutte intérieurement pour savoir s'il doit, et de quelle manière, venger le meurtre de son père, ce qui met à l'épreuve sa propre santé mentale. À la fin de la tragédie, Hamlet a causé la mort de Polonius, de Laërte, de Claudius ainsi que de Rosencrantz et Guildenstern. Il est également indirectement impliqué dans la mort de son amour Ophélie (noyade) et de sa mère Gertrude (empoisonnée par erreur par Claudius).